# Kantjordstjärna
Kantjordstjärna (Geastrum striatum) är en svampart som beskrevs av DC. 1805. Kantjordstjärna ingår i släktet jordstjärnor och familjen jordstjärnor.  Arten är reproducerande i Sverige. Inga underarter finns listade i Catalogue of Life.